# Пелед, Исраэль
Исраэль Пелед (ивр. ישראל פלד‎; урожд. Исраэль Фельдман, 2 октября 1921, Тель-Авив, Подмандатная Палестина — 14 июля 2016, Модиин-Маккабим-Реут, Центральный округ) — израильский государственный деятель, 2-й мэр Рамат-Гана (с 1969 по 1983 год).

## Биография и муниципальная карьера
Внук Хаима Дова и Ривки Фельдман, входящих в число основателей Рош-Пины, сын ветеранов Тель-Авива Рувима и Ханы Фельдман. Вырос в Тель-Авиве. Имеет пятерых детей.
Служил в армии во время войны за независимость, после окончания войны переехал в Рамат-Ган, работал юристом.
Карьера в муниципалитете началась в 1959 году с предложения от мэра Рамат-Гана Авраама Криницы присоединиться к Партии общих сионистов на выборах в городской совет. До 1969 года Фельдман служил на различных должностях в городском совете Рамат-Гана, достигнув позиции вице-мэра. После смерти Авраама Криниц и в 1969 году был избран мэром. В этом качестве он отслужил три каденции общей длительностью в 14 лет.
Среди проектов, осуществленных во время его правления: создание Сафари в Рамат-Гане, строительство торгового центра Аялон и района Алмазной биржи.
В 1983 году проиграл выборы на очередную каденцию поста мэра кандидату от партии «Авода» Ури Амиту.

### Всемирное движение Маккаби
С 1973 по 1986 год доктор Пелед занимал пост председателя Всемирного движения Маккаби, был председателем оргкомитета и председателем трех Маккабиад в Кфар-Маккаби. В то же время был также членом Всемирной сионистской организации и Еврейского агентства (Сохнут).